# Риези
Риѐзи (на италиански и на сицилиански Riesi) е град и община в Южна Италия, провинция Калтанисета, автономен регион и остров Сицилия. Разположен е на 330 m надморска височина. Населението на общината е 10 502 души (1 януари 2023).